# 전라남도청
전라남도청(全羅南道廳, Jeonnam Provincial Government)은 대한민국 전라남도의 행정을 총괄하는 지방행정기관이다. 도지사는 차관급 정무직공무원으로, 부지사는 고위공무원단 가등급에 속하는 일반직공무원이나 별정직 1급상당 지방공무원 또는 지방관리관으로 보한다.

## 청사
- 본청: 전라남도 무안군 삼향읍 오룡길 1
- 동부청사: 전라남도 순천시 백강로 38

### 청사 이전
전남도청은 본래 광주광역시 동구 금남로(광산동 광주 전라남도청 구 본관)에 있다가, 2005년 10월에 현재의 삼향읍 남악리로 이전했다. 전남도청 이전은 1986년 11월 광주시의 직할시 승격 후 논의되기 시작하였고, 1993년 5월 대통령 특별담화로 이전 계획이 정해졌다. 이러한 도청 이전 계획은 광주광역시 원도심의 침체 우려 등으로 인해 지연되기도 했지만, 결국 1999년 1월 9일 신도청 소재지 용역에 따라 현재의 부지가 선정되었다.
전라남도청은 뒤에는 오룡산이 있고 앞에는 영산강이 흐르는 배산임수에 위치하고 있고, 전남도청 소재지인 남악리는 무안 승달산(佛)-목포 유달산(儒)-영암 선황산(仙)을 이은 삼각형의 중심점에 해당하는 곳이어서 풍수적으로 명당이라고 한다.
도청의 부지 면적은 총 70,113평이며, 건축 연면적은 23,989평이다. 지상 23층(지하 2층)으로 지어진 전라남도청은 전라남도와 22개 시·군을 상징한다고 하며, 개청 이후 관광객들이 찾는 명소가 되었다.
전라남도는 청사가 있는 지역에 남악신도시를 개발하고 주변 인프라를 구축하였다. 남악신도시의 아파트 입주는 2007년 3월부터 본격화되어 유치원과 초등학교, 중학교, 고등학교 개교가 이루어졌다. 인근에 전라남도교육청, 광주지방법원 목포지원, 광주지방검찰청 목포지청, 전남지방경찰청 등 여러 공공기관이 있다.

### 동부청사
본 청사의 위치가 전라남도 서부에 치우쳐 있어서, 2005년 10월 21일 전라남도는 동부 지역(여수시, 순천시, 광양시, 곡성군, 구례군, 고흥군, 보성군) 주민들의 불편을 덜어주기 위해 같은 시기 순천시에 동부출장소를 개설하였다.
2010년 6월에 동부출장소를 순천시 연향동의 현 위치로 이전하였고, 2014년 8월에 동부지역본부로 확대 개편하였다.

## 조직

### 도지사
- 대변인실[12]
- 도민소통실[12][13]

| - 여성가족정책관실 - 모터스포츠담당관실 감사관실 기획조정실 - 정책기획관실 - 예산담당관실 - 청년정책담당관실 - 법무통계담당관실 - 정보화담당관실 도민안전실 - 안전정책과 - 사회재난과 - 자연재난과 경제과학국 - 지역경제과 - 중소기업과 - 전략산업과 - 에너지산업과 관광문화체육국 - 관광과 - 문화예술과 - 문화산업디자인과 - 스포츠산업과 보건복지국 - 사회복지과 - 노인장애인과 - 보건의료과 - 식품의약과 농림축산식품국 - 농업정책과 - 친환경농업과 - 농식품유통과 - 축산정책과 - 동물방역과 - 산림산업과 해양수산국 - 해양항만과 - 섬해양정책과 - 친환경수산과 - 수산유통가공과 건설도시국 - 지역계획과 - 도로교통과 - 건축개발과 - 토지관리과 자치행정국 - 총무과 - 자치행정과 - 세정과 - 회계과 소방본부 | - 국제협력관 일자리정책실 - 투자유치담당관실 - 기업도시담당관실 | - 전라남도농업기술원 - 전라남도 지방공무원교육원 - 전라남도 보건환경연구원 - 소방서 - 목포소방서 - 여수소방서 - 순천소방서 - 나주소방서 - 광양소방서 - 담양소방서 - 고흥소방서 - 보성소방서 - 화순소방서 - 강진소방서 - 해남소방서 - 영암소방서 - 무안소방서 - 함평소방서 - 영광소방서 - 전라남도 동부지역본부 - 전라남도 해양수산과학원 - 전라남도 산림자원연구소 - 전라남도 동물위생시험소 - 전라남도 도로관리사업소 - 전라남도 옥과미술관 - 전라남도 종합체육시설관리사무소 - 전라남도 농업박물관 - 전라남도 고인돌공원관리사무소 - 전라남도 서울사무소 - 전라남도 혁신도시지원단 - 전라남도립도서관 |

## 산하 자치단체
| - 목포시청 - 나주시청 - 순천시청 - 여수시청 - 광양시청 | - 담양군청 - 곡성군청 - 구례군청 - 고흥군청 - 보성군청 - 화순군청 - 장흥군청 - 강진군청 - 해남군청 - 영암군청 - 무안군청 - 함평군청 - 영광군청 - 장성군청 - 완도군청 - 진도군청 - 신안군청 |

## 정원
전라남도청에 두는 지방공무원의 정원은 다음과 같다.
| 총계          | 총계                        | 1,261명 |
| ------------- | --------------------------- | ------- |
| 정무직 계     | 정무직 계                   | 1명     |
|               | 도지사                      | 1명     |
|               |                             |         |
| 일반직 계     | 일반직 계                   | 1,107명 |
|               | 1급 이하 2급 이상           | 1명     |
|               | 3급 이하 5급 이상           | 259명   |
|               | 6급 이하                    | 831명   |
|               | 전문경력관                  | 16명    |
|               |                             |         |
| 별정직 계     | 별정직 계                   | 12명    |
|               | 1급 상당 이하 2급 상당 이상 | 1명     |
|               | 3급 상당 이하 5급 상당 이상 | 5명     |
|               | 6급 상당 이하               | 6명     |
|               |                             |         |
| 연구직 계     | 연구직 계                   | 3명     |
|               | 연구사                      | 3명     |
|               |                             |         |
| 소방공무원 계 | 소방공무원 계               | 138명   |
|               | 소방정                      | 4명     |
|               | 소방령 이하                 | 134명   |

## 재정
2018년 총예산은 전년도에 비해 5,9% 증가한 6조 7508억 2418만 4000원이며, 구체적인 세입·세출은 다음과 같다.
| 구분                    | 2018년 예산             | 작년 대비 증감 |
| ----------------------- | ----------------------- | -------------- |
| 지방세수입              | 1조 230억 원            | +0.4%          |
| 세외수입                | 956억 8009만 9000원     | -10.4%         |
| 지방교부세              | 8757억 7700만 원        | +0.8%          |
| 보조금                  | 4조 858억 8437만 3000원 | +0.7%          |
| 보전수입 등 및 내부거래 | 6704억 8271만 2000원    | +0.3%          |

| 구분           | 구분                | 2018년 예산              | 작년 대비 증감 |
| 분야           | 부문                | 2018년 예산              | 작년 대비 증감 |
| -------------- | ------------------- | ------------------------ | -------------- |
| 일반공공행정   | 일반공공행정        | 5100억 9853만 3000원     | +6.8%          |
|                | 입법및선거관리      | 59억 4712만 6000원       | +0.6%          |
|                | 지방행정·재정지원   | 2180억 669만 1000원      | -0.1%          |
|                | 일반행정            | 2861억 4471만 6000원     | +12.9%         |
| 공공질서및안전 | 공공질서및안전      | 4449억 1615만 5000원     | +5.8%          |
|                | 경찰                | 4587만 5000원            | -15.0%         |
|                | 재난방재·민방위     | 2155억 4427만 4000원     | +1.5%          |
|                | 소방                | 2293억 2600만 6000원     | +10.1%         |
| 교육           | 교육                | 2027억 1313만 8000원     | +5.0%          |
|                | 유아및초중등교육    | 1587억 원                | +7.8%          |
|                | 고등교육            | 440억 1313만 8000원      | -3.9%          |
| 문화및관광     | 문화및관광          | 3060억 3900만 7000원     | -2.1%          |
|                | 문화예술            | 664억 2396만 5000원      | +21.1%         |
|                | 관광                | 1288억 1863만 7000원     | -15.5%         |
|                | 체육                | 562억 6663만 4000원      | -3.4%          |
|                | 문화재              | 498억 9352만 9000원      | +13.4%         |
|                | 문화및관광일반      | 46억 3624만 2000원       | +51.5%         |
| 환경보호       | 환경보호            | 4250억 3199만 5000원     | -3.8%          |
|                | 상하수도·수질       | 3313억 3150만 원         | -12.0%         |
|                | 폐기물              | 134억 8989만 8000원      | -25.0%         |
|                | 대기                | 163억 9611만 3000원      | +30.0%         |
|                | 자연                | 145억 3746만 7000원      | +21.0%         |
|                | 해양                | 437억 8540만 원          | +177.9%        |
|                | 환경보호일반        | 54억 9161만 7000원       | -19.5%         |
| 사회복지       | 사회복지            | 2조 3266억 1675만 4000원 | +11.0%         |
|                | 기초생활보장        | 6660억 5602만 7000원     | +3.5%          |
|                | 취약계층지원        | 1976억 5717만 9000원     | +10.7%         |
|                | 보육·가족및여성     | 4738억 4069만 9000원     | +8.4%          |
|                | 노인·청소년         | 9440억 1055만 9000원     | +18.6%         |
|                | 보훈                | 6억 8699만 6000원        | -1.5%          |
|                | 사회복지일반        | 443억 6529만 4000원      | +13.8%         |
| 보건           | 보건                | 998억 4355만 1000원      | +22.0%         |
|                | 보건의료            | 998억 4355만 1000원      | +22.0%         |
| 농림해양수산   | 농림해양수산        | 1조 977억 8303만 5000원  | +3.9%          |
|                | 농업·농촌           | 7800억 5445만 원         | +6.4%          |
|                | 임업·산촌           | 1774억 8134만 원         | -0.5%          |
|                | 해양수산·어촌       | 1402억 4724만 5000원     | -3.2%          |
| 산업·중소기업  | 산업·중소기업       | 2031억 161만 6000원      | +20.4%         |
|                | 산업기술지원        | 99억 2400만 원           | +13.1%         |
|                | 무역및투자유치      | 278억 8888만 6000원      | +96.5%         |
|                | 산업진흥·고도화     | 856억 9950만 원          | +7.6%          |
|                | 에너지및자원개발    | 118억 4773만 7000원      | -12.7%         |
|                | 산업·중소기업일반   | 677억 4149만 3000원      | +29.0%         |
| 수송및교통     | 수송및교통          | 2873억 5106만 3000원     | -5.1%          |
|                | 도로                | 2139억 3537만 2000원     | -11.3%         |
|                | 해운·항만           | 136억 3433만 3000원      | -9.1%          |
|                | 대중교통·물류등기타 | 597억 8135만 8000원      | +28.1%         |
| 국토및지역개발 | 국토및지역개발      | 3550억 4626만 원         | -2.5%          |
|                | 수자원              | 63억 2200만 원           | -11.2%         |
|                | 지역및도시          | 3487억 2426만 원         | -2.3%          |
| 과학기술       | 과학기술            | 57억 5975만 원           | -17.2%         |
|                | 과학기술연구지원    | 57억 5975만 원           | -17.2%         |
| 예비비         | 예비비              | 606억 9564만 2000원      | -1.8%          |
|                | 예비비              | 606억 9564만 2000원      | -1.8%          |
| 기타           | 기타                | 4258억 2768만 5000원     | +9.3%          |
|                | 기타                | 4258억 2768만 5000원     | +9.3%          |

## 장보고 전망대
장보고 전망대는 전라남도청 23층에 위치하고 있으며, 전망대의 개방시간은 오전 9시부터 오후 5시 50분까지 였으나 코로나 이후 개방하지 않고있다. 엘리베이터 중지 시에는 비상연락번호 중앙통제실 286-4140에 전화해야 한다.

## 같이 보기
- 전라남도
- 전라남도지사
- 전라남도 부지사
- 전라남도 동부지역본부
- 전라남도의회
- 전라남도교육청
- 체육회
- 전남테크노파크
- 경제자유구역청